# میکی آدامز
میکی آدامز (انگلیسی: Micky Adams؛ زادهٔ ۸ نوامبر ۱۹۶۱) یک بازیکن فوتبال، و مربی اهل انگلستان است.
از باشگاه‌هایی که در آن بازی کرده‌است می‌توان به باشگاه فوتبال برنتفورد، باشگاه فوتبال جیلینگام، لیدز یونایتد، سوانزی سیتی، باشگاه فوتبال کاونتری سیتی، ساوت‌همپتون، باشگاه فوتبال فولام، و استوک سیتی اشاره کرد.